# Titularbistum Malliana
Malliana war ein Titularbistum der römisch-katholischen Kirche.
Es geht zurück auf einen antiken Bischofssitz in der gleichnamigen antiken Stadt, die sich in der römischen Provinz Mauretania Caesariensis befand.
| Titularbischöfe von Malliana |                                                  |                                                   |                   |                 |
| Nr.                          | Name                                             | Amt                                               | von               | bis             |
| 1                            | Bruno Torpigliani Titularerzbischof pro hac vice | Diplomat des Heiligen Stuhls                      | 1. September 1964 | 2. Mai 1995     |
| 2                            | Éric Aumonier                                    | Weihbischof in Paris (Frankreich)                 | 12. Juli 1996     | 11. Januar 2001 |
| 3                            | Bernd Uhl                                        | Weihbischof in Freiburg im Breisgau (Deutschland) | 29. März 2001     | 22. Januar 2023 |
| 4                            | Christopher Cooke                                | Weihbischof in Philadelphia (USA)                 | 8. Dezember 2023  |                 |